# Championnat d'Europe masculin de rink hockey 2021
Navigation
Championnat d'Europe 2018 Championnat d'Europe 2023
Le championnat d'Europe de rink hockey masculin 2021 est la 54e édition de la dite compétition de rink hockey organisée par le comité européen de rink hockey qui réunit tous les deux ans les meilleures nations européennes. 
Cette édition est prévu pour se dérouler à Mouilleron-le-Captif, en France. En raison de la situation sanitaire en Europe, le comité français s'est désisté de l'organisation de la compétition. Début 2021, le Portugal est retenu pour l'organisation des compétitions européennes. 
La compétition sert à désigner les équipes qui participeront l'année suivante au Mondial 2021 à San Juan en Argentine. 

## Report de l’événement
Le Vendéspace accueille pour la seconde fois, un évènement d'envergure international de rink hockey. L'équipement sportif de Mouilleron-le-Captif avait déjà été le siège du Mondial 2015. La Roche-sur-Yon organise pour la seconde fois un championnat européen sénior après celui de 2004, mais qui avait eu lieu dans la salle omnisports du Sully. 
La compétition prévue dans un premier temps du 6 au 13 juin est décalé au 17 au 24 juillet 2020. Par la suite, en raison de la propagation du coronavirus, la compétition est reportée. En décembre 2020, la France se désengage de la compétition. 

## Boycott
Durant la dernière semaine d'avril 2021, les trois fédérations nationales d'Allemagne, de Suisse et de Belgique décident de se retirer du championnat en raison du désaccord sur le contrôle sans partage des fédérations des pays dans lesquelles la pratique du hockey est professionnel. La semaine suivant, les fédérations autrichiennes, hollandaise et anglaise annoncent également leur renonciation à participer aux compétitions européennes. L'annonce du retrait des compétitions par la France est faite le 9 mai qui motive cette décision par l'absence de possibilité de s'entrainer depuis une année. 
Des fédérations participantes de la précédentes éditions, il ne reste en lice plus que les sélections professionnels, l'Espagne, l'Italie et le Portugal, ainsi que la fédération d'Andorre.
Le règlement fixant un nombre minimal de participants à six est modifié pour être ramener à quatre afin de pouvoir organiser la compétition.